# Pleocola limnoriae
Pleocola limnoriae är en djurart som tillhör fylumet trögkrypare, och som beskrevs av Cantacuzène 1951. Pleocola limnoriae ingår i släktet Pleocola och familjen Halechiniscidae. Inga underarter finns listade i Catalogue of Life.